# Leonard Stöckel
Leonard Stöckel (1510 Bardejov – 7. června 1560 Bardejov) byl slovenský humanistický spisovatel a teolog, rektor bardejovské městské školy.

## Život
Pocházel z rodiny bardejovského kováře a rychtáře. Studoval v Košicích, Vratislavi a od roku 1530 na univerzitě ve Wittenbergu pod vedením představitelů německé reformace Martina Luthera a Philippa Melanchtona. Zejména pod jejich vlivem se formovala jeho věrouka a kulturní a vzdělanostní úroveň.
Po letech působení ve funkci rektora školy v Eislebenu (v r. 1534–1539) se vrátil do rodného města, kde převzal vedení latinské městské školy (kromě ročního pobytu v Kežmarku v r. 1555–1556 stál v jejím čele až do své smrti), která pod jeho vedením dosáhla vynikající úrovně. O její skvělé pověsti svědčí fakt, že na ní studovali i synové z významných šlechtických rodin.

## Dílo
Leonard Stöckel je autor několika učebnic (mj. Spisu Leges scholae Bartfensis z roku 1540, nejstarší pedagogické písemné památky na Slovensku, která obsahovala pokyny na organizaci mimotřídní práce žáků, návody na osvojení si učiva ale i nařízení týkající se povinností žáků a disciplinární pokyny) a také německy psaného školního dramatu Historia von Susanna (Příběh o Zuzaně), vydaného v roce 1559 ve Wittenbergu. V oblasti teologie patřil k hlavním šiřitelům reformního učení v severních oblastech Horních Uher a napsal několik významných prací na ochranu protestantismu. Zvláštní význam mají jeho Poznámky k obecným zásadám křesťanské nauky Filipa Melanchtona (vydané v Basileji v roce 1560) a vyznání víry Confessio Pentapolitana, kterým se sdružení pěti hornouherských míst Pentapolitany v roce 1549 přihlásilo k protestantismu.

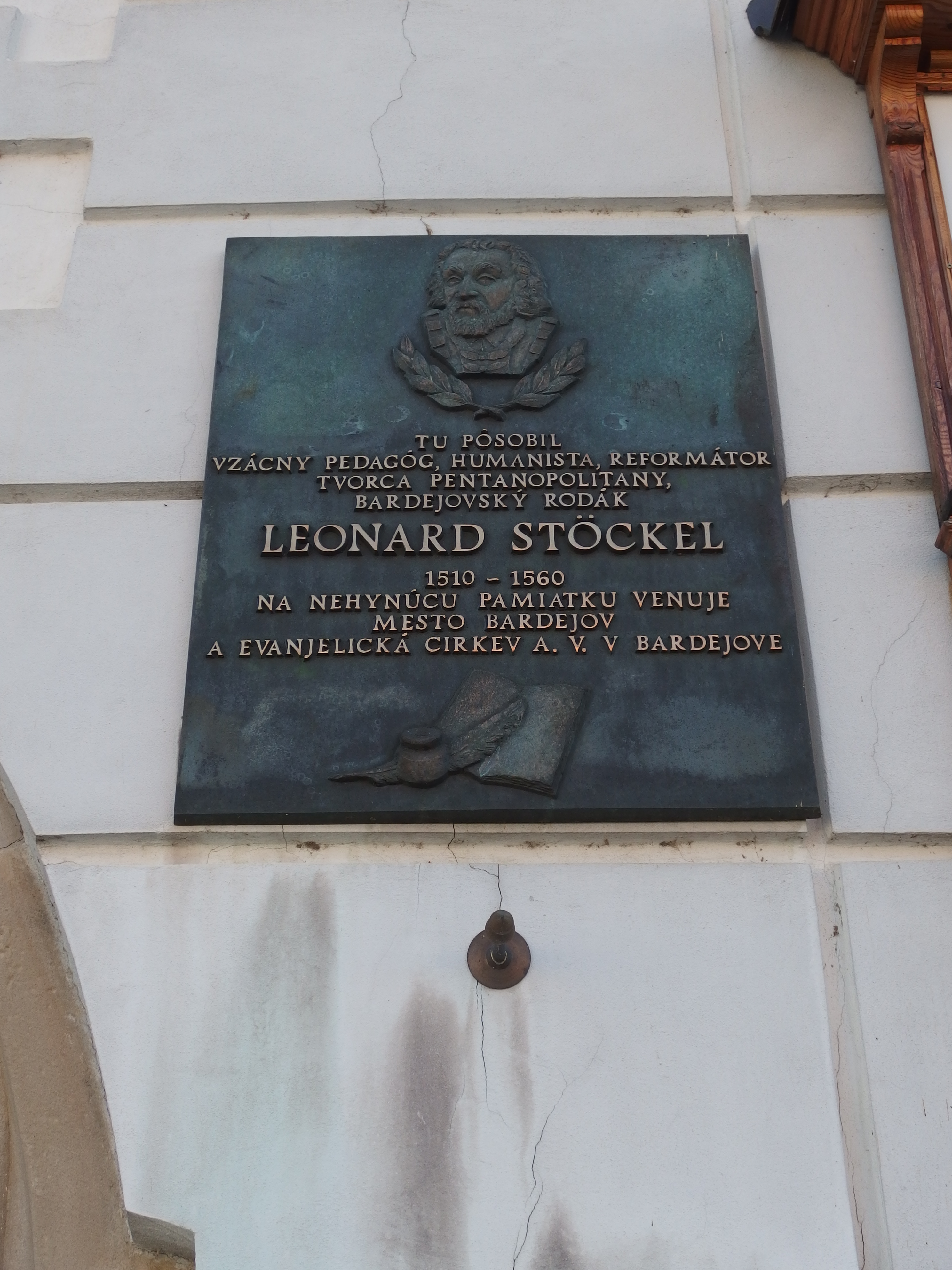
Pamětní deska na Radničním námestí v Bardejově

Leonard Stöckel má velkou zásluhu na pozdvihnutí kulturního, duchovního a uměleckého života v Bardejově v první polovině 16. století.